# Samyda macrantha
Samyda macrantha är en videväxtart som beskrevs av Percy Wilson. Samyda macrantha ingår i släktet Samyda och familjen videväxter. Inga underarter finns listade i Catalogue of Life.